# Blasphemy Made Flesh
Blasphemy Made Flesh är det kanadensiska technical death metal-bandet Cryptopsys debutalbum, utgivet i november 1994 på Invasion Records och i Japan på Victor i juni 1999.  År 2001 kom en nyutgåva med nytt omslag på Century Media Records.
På skivan återfinns tre av spåren från demon Ungentle Exhumation från 1993 i omarbetade versioner.

## Låtlista
1. "Defenestration" – 4:36
2. "Abigor" – 3:47
3. "Open Face Surgery" – 4:24
4. "Serial Messiah" – 4:00
5. "Born Headless" – 4:29
6. "Swine of the Cross" – 3:06
7. "Gravaged (A Cryptopsy)" – 2:47
8. "Memories of Blood" – 3:33
9. "Mutant Christ" – 4:21
10. "Pathological Frolic" – 4:34

## Medverkande
Musiker
- Lord Worm – sång
- Jon Levasseur – lead- och rytmgitarr
- Steve Thibault – rytmgitarr, bakgrundssång
- Martin Fergusson – basgitarr
- Flo Mounier – trummor, bakgrundssång

Bidragande musiker
- Evil S. Presley – bakgrundssång
- Maynard Moore – bakgrundssång

Produktion
- Cryptopsy – producent
- Rod "The God" Shearer – inspelningstekniker
- Dragon Design – omslagskonst
- François Quévillon – albumkonst, design
- Jacky Mounier – foto
- Flo Mounier – foto, logotyp
- Kevin Weagle – design